# El primer tractor

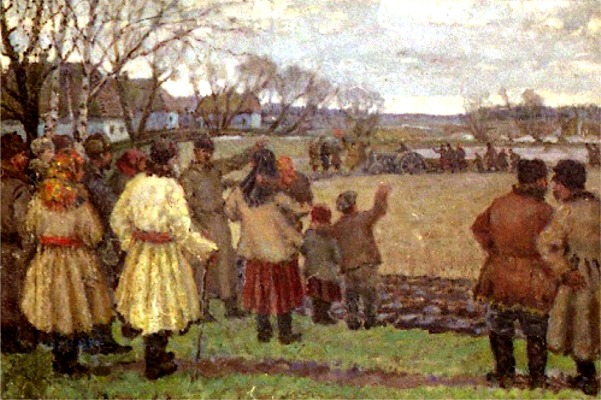
El primer tractor, obra de Vladímir Krijatski.

El primer tractor (en ruso, Первый трактор) es el nombre de un tema habitual en las pinturas y otras obras de arte del realismo socialista, y retrata el nacimiento de la colectivización de la Unión Soviética.
El objeto de la obra de arte es habitualmente un tractor Fordson, el primer tractor dedicado a la agricultura, primero importado y posteriormente manufacturado en la Unión Soviética. El tractor representado actuaba como símbolo de los avances de la mecanización y la colectivización en la agricultura. Dado que la tractorización era política de estado en la Unión Soviética, las pinturas tenían una función propagandística.
Los siguientes autores produjeron obras bajo el título El primer tractor:
- Vladímir Krijatski (Владимир Гаврилович Крихатский (Крыхацкий)), pintura
- Iván Mijailin (Иван Алексеевич Михайлин), pintura
- Vladímir Yelchanínov (Владимир Васильевич Ельчанинов), pintura
- Borís Góller (Борис Голлер), obra de teatro
- Liudmila Kóstina (Людмила Николаевна Костина), pintura
- Víktor Tsigal (Виктор Ефимович Цигаль), pintura
- Valentín Chekmásov (Валентин Чекмасов), pintura
- Maksim Pávlov (Максим Максимович Павлов), talla en hueso
- Tamar Abakelia (Тамара Григорьевна Абакелия), pintura

En relación con las representaciones de El primer tractor se encuentra la moda de inventar, durante la época comunista, nuevos nombres para los recién nacidos a través de abreviaturas (así, "Vladlén" de Vladímir Lenin o "Vilor", Вилор (В. И. Ленин — организатор революции, de Vladímir Ilich Lenin - organizador de la revolución). De este modo se creó el siguiente nombre (fuese en serio o no): "Dazdrapertrak", Даздрапертрак (Да здравствует первый трактор!, de ¡Larga vida al primer tractor!)